# Mimosa tenuiflora
Espèce
Classification phylogénétique
Mimosa tenuiflora est une espèce de plantes à fleurs de la famille des Fabacées et genre Mimosa. C'est un petit arbre ou un arbuste qui pousse en Amérique centrale et dans le nord-est du Brésil. Il est connu dans le monde médical pour ses propriétés régénératrices du tissu épidermique.

## Synonymes
- Acacia hostilis Mart.
- Acacia tenuiflora Willd.
- Mimosa cabrera H.Karst.
- Mimosa hostilis (C.Mart.) Benth.
- Mimosa limana Rizzini

## Chimie et pharmacologie
Mimosa tenuiflora contient différents alcaloïdes dont de la diméthyltryptamine, ainsi que des tanins.
Connu comme plante médicinale traditionnelle sous le nom de « tepezcohuite », ses racines et son écorce sont utilisées en usage externe pour soigner les plaies et les ulcères cutanées,. Il serait aussi utilisé pour traiter des douleurs dentaires.
Absorbée en décoction comme breuvage, la plante exerce des effets hallucinogènes,.
Les propriétés tératogènes des graines et des feuilles ont été constatées en laboratoire et par l'étude de son utilisation en fourrage.

## Utilisation en catastrophe
Dans la vallée de Mexico, un dépôt de gaz explose en 1984, faisant plusieurs centaines de victimes.
À cette occasion, la poudre d'écorce de Mimosae tenuiflora ou tepezcohuite est largement utilisée de façon empirique sur les brûlures avec de bons résultats (meilleure cicatrisation) sur les blessés. L'existence d'une plante mexicaine « miraculeuse » est alors révélée par les médias internationaux, ce qui suscite un engouement commercial mondial, avec mise en vente de divers produits dérivés à propriétés médicinales supposées,. 